# Донауэшинген
Донауэшинген (нем. Donaueschingen) — город в Германии, расположен в земле Баден-Вюртемберг.
Подчинён административному округу Фрайбург. Входит в состав района Шварцвальд-Бар. Население составляет 21 128 человек (на 31 декабря 2010 года). Занимает площадь 104,63 км². Официальный код — 08 3 26 012.
Город подразделяется на 7 городских районов.
Здесь на высоте 672 м над уровнем моря сливаются реки Бригах и Брег, образуя крупнейшую в Европейском Союзе реку — Дунай.